# Königsbichl
Königsbichl ist eine Rotte der Marktgemeinde Schwarzenbach im Bezirk Wiener Neustadt-Land in Niederösterreich.

## Geografie
Königsbichl liegt im südlichen Rosaliengebirge im niederösterreichischen Industrieviertel an der Grenze zum Burgenland. Nachbargemeinde der Marktgemeinde Schwarzenbach im Bereich der Rotte Königsbichl ist die Dorfgemeinde Sieggraben. Die höchste Erhebung liegt am gleichnamigen Königsbichl bei 608 m ü. A.

## Ortsname
Der Name stammt vom Berg Königsbichl („Bühel, Bichl“ für „Berg“). Andere, historische Schreibweisen sind daher „Königsbügel“ und „Königsbichl“. In der Josephinischen Landesaufnahme wird der Ort auch „Königs' Kugl“ genannt.

## Geschichte
Vor Christi Geburt war das Gebiet Teil des keltischen Königreiches Noricum und gehörte zur näheren Umgebung der keltischen Höhensiedlung Burg auf dem Schwarzenbacher Burgberg. Später unter den Römern lag das heutige Königsbichl dann in der Provinz Pannonia.
Königsbichl ist schon seit jeher Rotte der Marktgemeinde Schwarzenbach und teilte daher auch immer deren Geschichte.

## Wirtschaft und Infrastruktur
In der Rotte Königsbichl dominiert die Land- und Forstwirtschaft.